# Robert J. Shiller
Robert J. Shiller (sinh ngày 29 tháng 3 năm 1946) là Giáo sư Kinh tế tại Đại học Yale. Ông nguyên là Phó Chủ tịch Hiệp hội Kinh tế Mỹ năm 2005. Ông cũng là người đồng sáng lập và giám đốc kinh tế của quản lý công ty đầu tư MacroMarkets LLC. Shiller được xếp hạng trong số 100 nhà kinh tế có ảnh hưởng nhất trên thế giới. Ông đã đoạt Giải Nobel Kinh tế năm 2013 cùng với Lars Peter Hansen và Eugene Fama.

## Sự nghiệp
Năm 1967, Shiller tốt nghiệp tại Đại học Michigan, ông cũng hoàn thành chương trình học tại Viện Công nghệ Massachusetts (MIT) vào năm 1968. Ông lấy bằng tiến sĩ của MIT vào năm 1972. Ông đã giảng dạy tại đại học Yale từ năm 1982, ông cũng nắm giữ các vị trí giảng viên tại các trường Wharton thuộc Đại học Pennsylvania và Đại học Minnesota. Ông cũng giảng dạy thường xuyên tại Trường Kinh tế London.
Một trong cuốn sách nổi tiếng nhất của ông là cuốn Irrational Exuberance, tạm dịch Hưng phấn bất hợp lý nói về sự hưng phấn thái quá trên các thị trường bất động sản và tài chính, dễ dẫn tới khủng hoảng tài chính.

## Gia đình
Shiller sinh ra tại Detroit, Michigan, cha mẹ của ông là Ruth R. và Benjamin Peter Shiller, cùng là kỹ sư. Gia đình ông là người gốc Litva. Ông kết hôn với bà Marie Virginia (Faulstich), một nhà tâm lý học, ông bà có hai con.